# كنزة فالدوار
كنزة فالدوار هي سلسلة تلفزيونية كوميدية مغربية أنتجت سنة 2014 ، من إخراج هشام العسري و بطولة كل من محمد البسطاوي، دنيا بوتازوت، زهيرة صديق ،مريم الزعيمي، عزيز الحطاب، بنعيسى الجيراري.
الجزء الأول من السلسلة بث على قناة دوزيم المغربية في رمضان 2014 يوميا على الساعة 22:20، واحتوى على 30 حلقة، وقد تجاوز عدد المشاهدين 8 ملايين . · .

## القصة
تحكي السلسلة قصة امرأة أرسلت من أجل أخذ موافقات السكان القاطنين بقرية 360، من أجل مرور طريق سيار خلال قريتهم.

## روابط خارجية
كنزة فالدور على موقع السينما.كوم